# Sorbus cuneifolia
Sorbus cuneifolia är en rosväxtart som beskrevs av T.C.G.Rich. Sorbus cuneifolia ingår i släktet oxlar, och familjen rosväxter. Inga underarter finns listade i Catalogue of Life.